# Lichtenbusch (Belgique)
Ne doit pas être confondu avec Lichtenbusch.
Lichtenbusch est un village de la commune de Raeren (section d'Eynatten) situé en Communauté germanophone de Belgique.
Ce village est connu pour être le poste frontière entre la Belgique et l'Allemagne sur l'autoroute E40.